# Powstanie Indian Pueblo
Powstanie Indian Pueblo – konflikt zbrojny, który miał miejsce w latach 1680-1692 pomiędzy miejscową ludnością Indian Pueblo a hiszpańskimi kolonistami z terenów Nowego Meksyku. Około 8000 Indian pod wodzą szamana Popé zwyciężyło 200-osobową grupę uzbrojonych Hiszpanów. W wyniku wojny na 12 lat na tych terenach powstała swoista „Republika Indiańska”, którą oddziałom Diego de Vargasa udało się rozbić dopiero po śmierci Popé.